# Scheune Blenhorster Straße 14

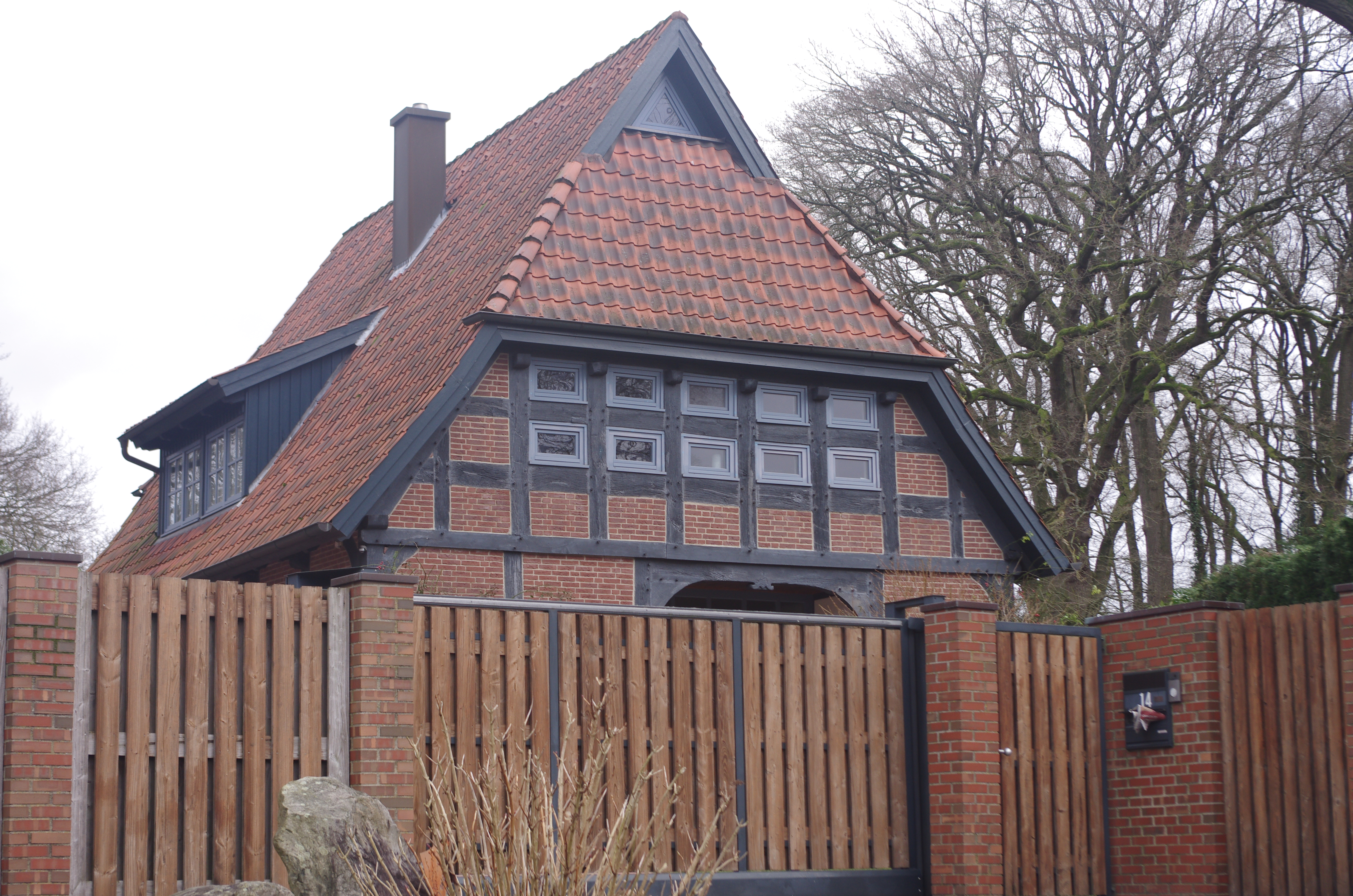

Die Scheune Blenhorster Straße 14 in Balge-Blenhorst in der niedersächsischen Samtgemeinde Weser-Aue stammt aus dem 19. Jahrhundert.
Aktuell (2023) wird sie als Wohnhaus genutzt.
Das Gebäude steht unter Denkmalschutz (siehe auch Liste der Baudenkmale in Balge).

## Beschreibung
Das eingeschossige Gebäude vom Anfang des 19. Jahrhunderts ist ein Fachwerkhaus mit neuen Steinausfachungen mit Dekor sowie mit  Niedersachsengiebel, Krüppelwalmdach mit neuer Gaube und mit einer früheren Längsdurchfahrt, deren Tore in Glas modernisiert wurden, als das Haus 1990 saniert und zum Wohnhaus umgebaut wurde.
Das Landesdenkmalamt befand: „geschichtliche Bedeutung als … als Scheunentyp (Längsdurchfahrtsscheune)“.